# 태묘

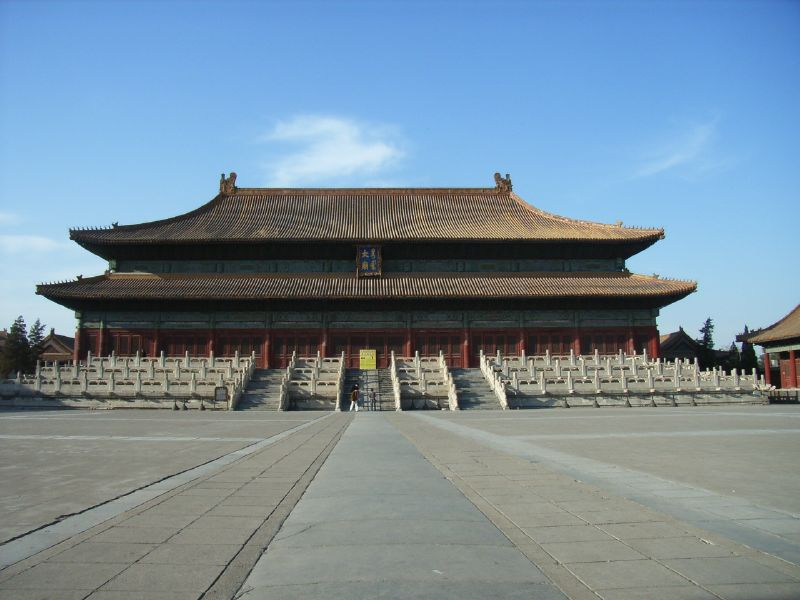
북경 태묘

태묘(太廟)는 명나라와 청나라 때 황제와 황후의 위패를 모신 종묘 제도 상의 황실 유교사당으로 베이징 쯔진청 밖에 있다. 1420년에 영락제의 재위 시절 처음으로 지어졌으며, 1544년 가정제 때 개건되었고, 청나라 때까지 유지되었다. 태묘는 조선의 종묘와 같은 역할을 수행하였다. 자금성의 정전인 태화전(太和殿)과 같이 3단 위에 세워져 있으며 즉위식, 국혼, 황태자 책봉식 등이 끝난 후 황제는 태묘에 가서 조상에게 그 사실을 고하였다. 특히 태묘는 3단의 기단 위에 세워져 있는 소위 몇 아니 되는 건물들 중 하나인데, 이 사실은 태묘가 당시 중국에서 얼마나 중요한 위치를 점하고 있었는지를 보여준다.
태묘의 전체적인 배치는 3개의 거대한 전각들을 중심 축으로 하여 그 주위를 3겹의 담장들과 부속 건물들이 둘러싸고 있는, 남북으로 긴 장방형의 구조로, 자금성을 작게 축소해 놓은 것과 비슷한 배치이다. 태묘 한가운데에 있는 주 전각은 전대 황제와 황후들의 위패, 또한 향로와 제물대를 보관하고 있다. 국가적인 중대 행사가 열릴 경우, 황제는 문무백관들을 대동한 채로 이 곳에서 전대 황제들에게 제사를 지냈다. 그 앞에 있는 2채의 넓고 얉은 건물들이 있는데, 이 건물들은 대부분 황자, 황녀, 그리고 신하들의 위패가 봉안되어 있는 곳이다. 서쪽 건물은 국가적인 충신, 혹은 명신들의 위패가 모셔져 있으며, 동쪽 건물에는 황자와 황녀들의 위패가 모셔져 있다. 
주 전각 뒤에는 2개의 중심 전각들이 더 있는데, 이들 중 하나는 1420년에 영락제에 의해 지어져 황실 위패들을 보관하던 장소였다. 
1920년 이후, 태묘는 공원으로 조성되었고, 지금은 그 규모가 조금 더 확장되어 노동인민문화궁(勞動人民文化宮)으로 이름이 바뀌었다. 태묘 동쪽에는 천안문 광장이 있고, 서쪽으로는 중산 공원이 자리하고 있다. 

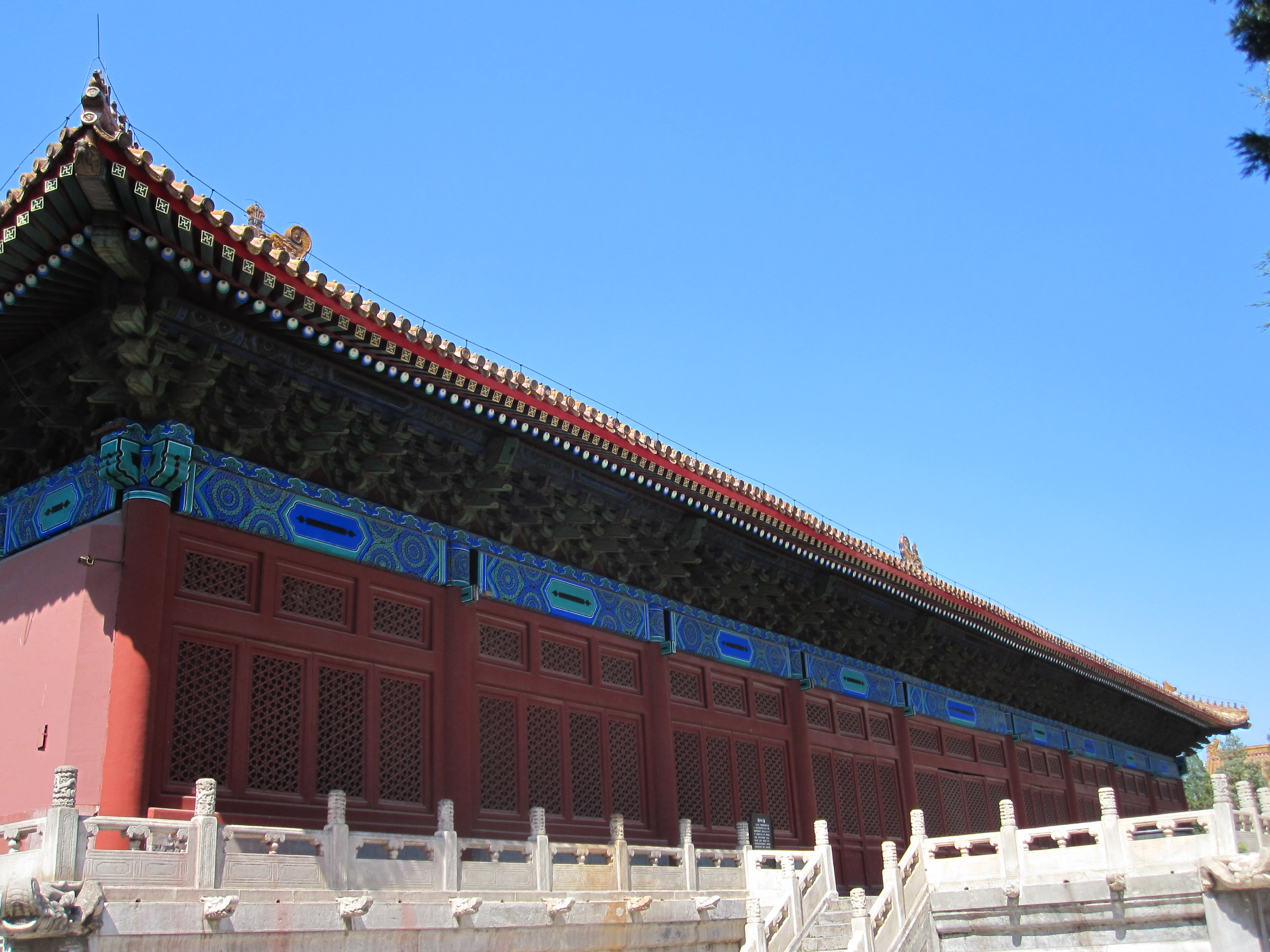
태묘의 전경
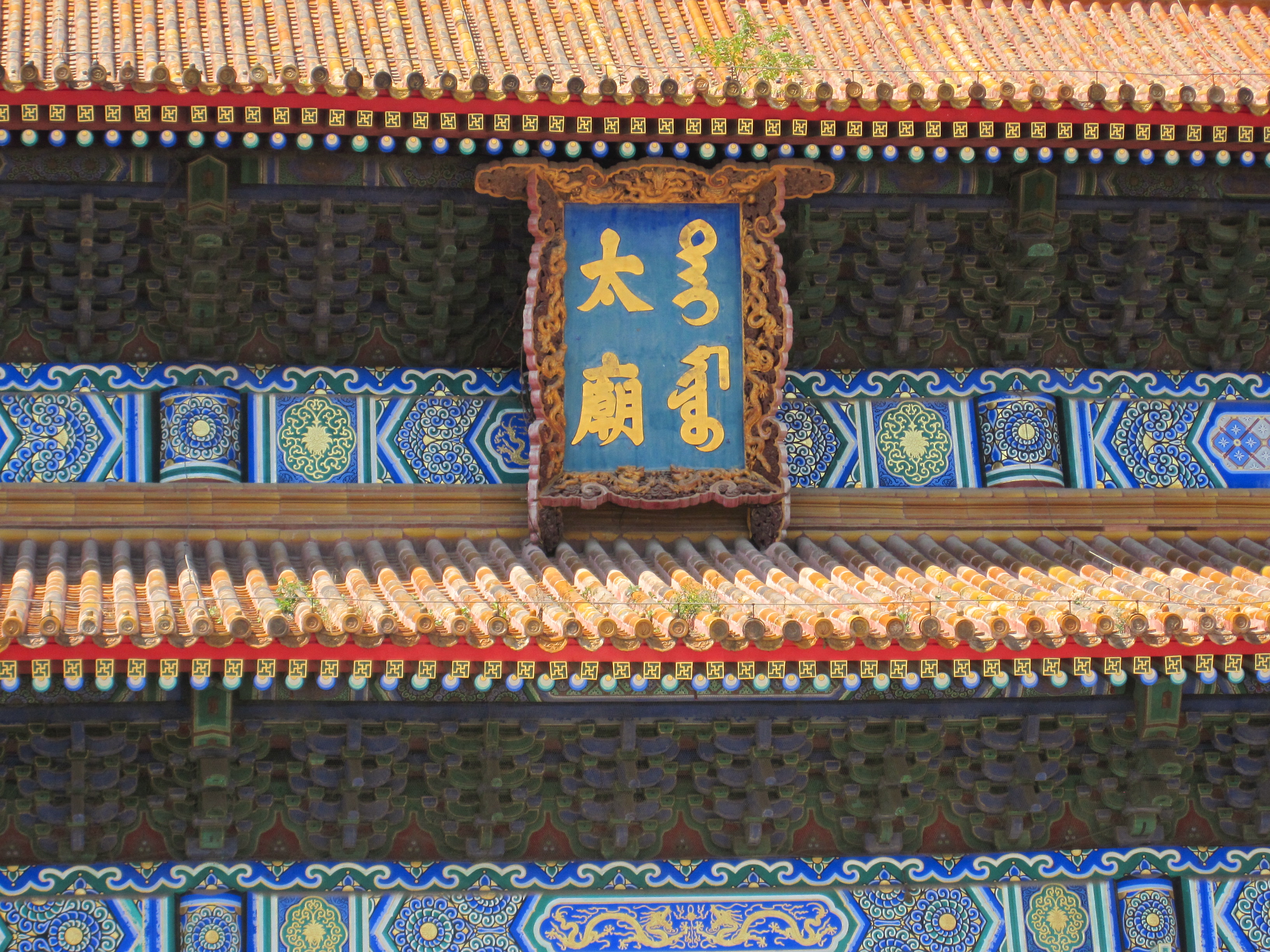
태묘의 현판, 왼쪽은 한자로, 오른쪽은 만주어로 쓰여있다.
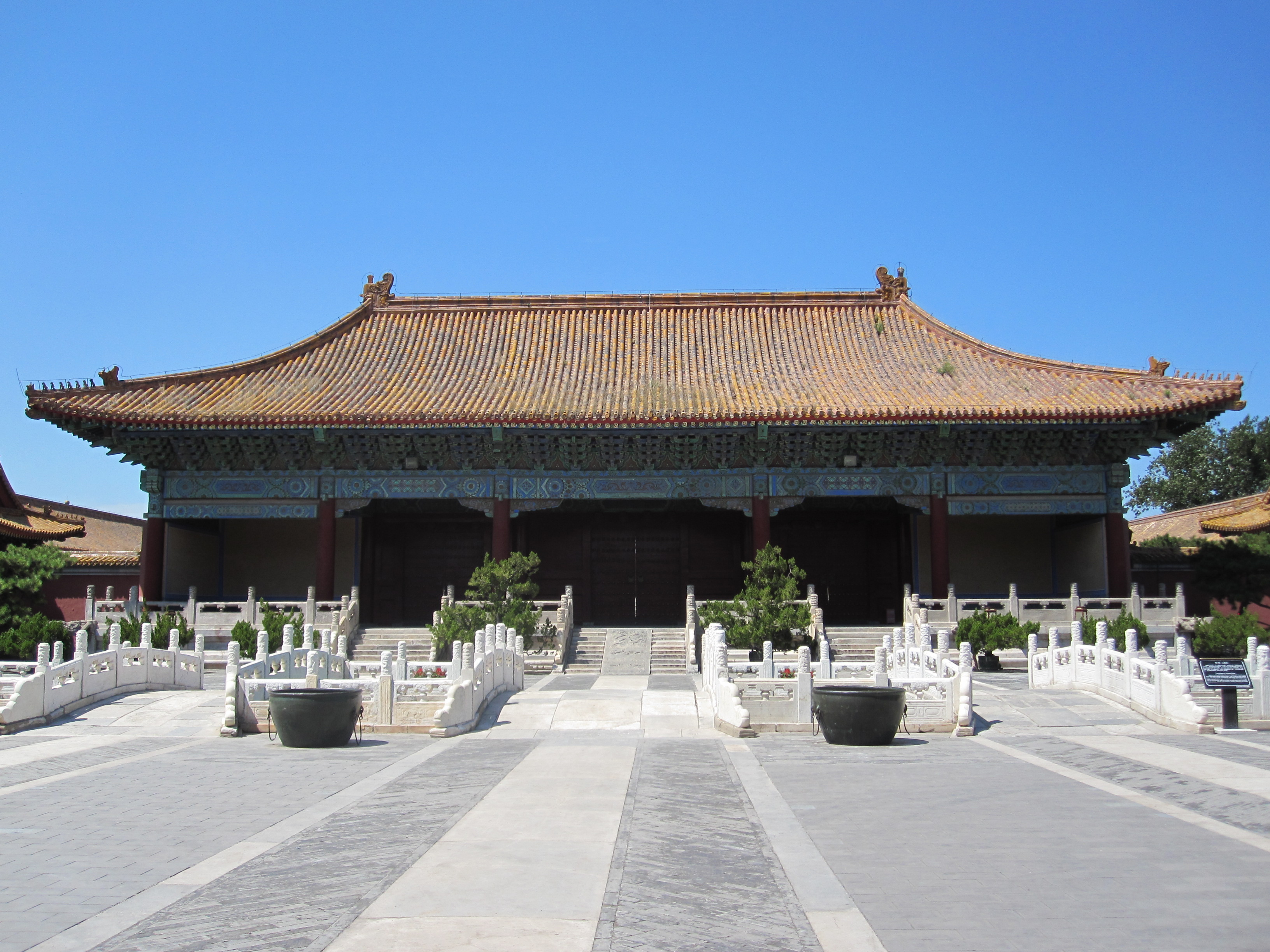
태묘의 극문

## 같이 보기
- 종묘
- 이세 신궁